# Noële aux quatre vents
Pour les articles homonymes, voir Quatre vents.
Noële aux quatre vents est un feuilleton télévisé français en 85 épisodes de 13 minutes, en noir et blanc, réalisé par Henri Colpi d'après le roman éponyme de Dominique Saint-Alban, et diffusé à partir du 30 novembre 1970 sur la première chaîne de l'ORTF.
Au Québec, la série a été diffusée à partir du 30 mai 1972 à la Télévision de Radio-Canada, dans une case de 30 minutes.
Le titre de la version livre est souvent typographié Noële aux Quatre Vents, les Quatre Vents (ou les Quatre-Vents) étant le nom de la demeure où se situe l'action.

## Synopsis
Faisant suite à une diffusion radiophonique de 1965 à 1969 sur France Inter, ce feuilleton met en scène les mésaventures de Noële, une jeune fille romantique, qui apprend que son père n'est pas celui qu'elle croit mais un riche armateur grec.

## Distribution
- Anne Jolivet : Noële Vaindrier
- Jean-Claude Charnay : Jean-François Saulieu
- Alain Libolt : Ugo Luckas
- Pierre Mondy : Gilles Vaindrier
- Rosy Varte : Nicole Vaindrier
- Katharina Renn : Delpina Karrassos
- Jacques Harden : Yannis Karrassos
- Jean Davy : M. Saulieu
- Sylvain Joubert : Denis Maréchal
- Madeleine Damien : Mme Marie
- Angelo Bardi : Ugo Peretti
- Nicole Maurey : Lisette Andrieux
- Élisabeth Guy / Élisabeth Depardieu : Marie-Hélène
- Nelly Borgeaud : Helena Bonelli
- Lucienne Le Marchand : Mme Saulieu
- Philippe March : M. Baxter
- Emmanuel Delivet : Brémaut
- Annick Korrigan : la bonne de Karassos
- Héléna Manson
- Gérard Buhr : Gallart
- Louis Arbessier : Forestier
- Lyne Chardonnet
- Maria Meriko
- Darling Légitimus

### Décorateur
- Michel Decaix (1934-1987)

## Produits dérivés

### DVD
- Noële aux quatre vents - Intégrale en coffret de 6 disques (16 mai 2012, Koba Films) (ASIN B007GE8730)